# Poieni (Vidra), Alba
Poieni este un sat în comuna Vidra din județul Alba, Transilvania, România.

## Date demografice
La ultimul recensământ (2002) localitatea nu mai înregistra niciun locuitor.

## Lăcașuri de cult
Biserica „Sfântul Dumitru” (sec.XVIII) este înscrisă pe lista monumentelor istorice din județul Alba elaborată de Ministerul Culturii și Patrimoniului Național din România în anul 2010.
Biserica „Sfântul Dumitru” din Poieni a fost construită între anii 1612-1615. Acești ani se văd încrustați în lemnul mesei altarului, stând mărturie a faptului că este una dintre cele mai vechi biserici românești din regiunea Munților Apuseni. Ea este construită pe temelie din piatră, zidurile fiind și ele tot din piatră. Biserica este tencuită atât în interior, cât și în exterior. Pictura originală, de o bună calitate artistică, s-a păstrat doar pe alocuri. Numele pictorului este necunoscut, iar anul realizării picturii este 1764, an înscris în partea dreaptă a iconostasului. 
Lucrări importante de reparații s-au realizat între anii 1963-1965, când biserica a suferit o transformare radicală. Lucrările au fost efectuate de meșterul Nicolae David, epitropul bisericii, ajutat de credincioși. Tot atunci a fost înlăturat acoperișul de șindrilă, biserica și turnului acesteia fiind acoperite cu tablă.
După 50 de ani, în perioada 2013-2019, sub coordonarea preotului Sicoe Avram, s-au realizat lucrări de reparații și renovări la clădirea bisericii, aflată pe alocuri într-o stare avansată de degradare, Lucrările au fost susținute, in cea mai mare parte, din donații efectuate de către cei născuți și crescuți în satul Poieni, răspândiți acum prin țară și străinătate, deoarece în această perioadă satul nu mai este locuit. 
Fiii și fiicele satului Poieni, precum și urmașii acestora, însoțiți de rude, prieteni, sau apropiați, își dau întâlnire în fiecare an, în a doua zi de Rusalii, într-o emoționantă reîntâlnire a revederii, ocazie cu care se deapănă amintiri, oficiindu-se și o slujbă religioasă, în memoria înaintașilor plecați dintre noi.